# 자동변속기

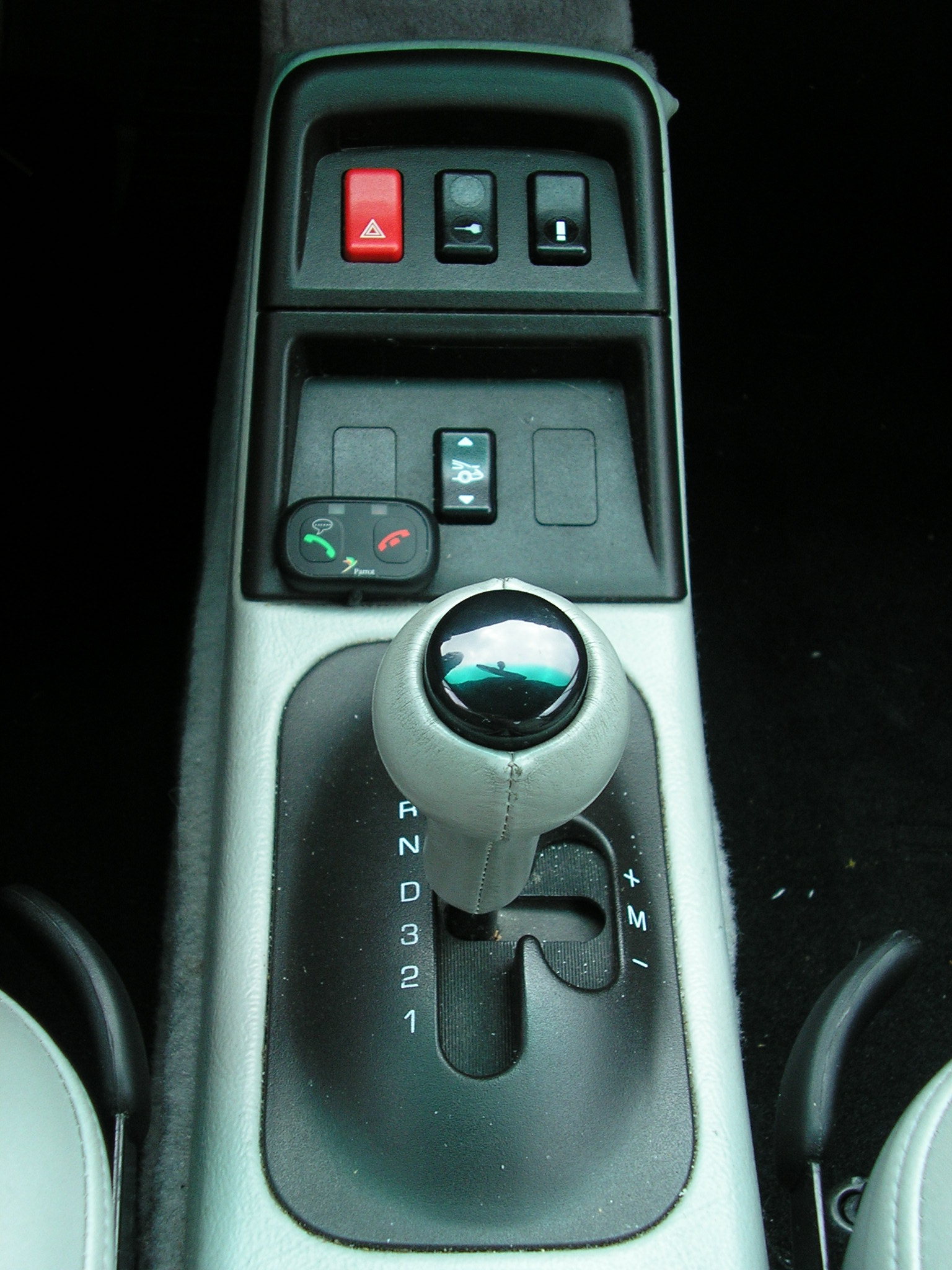
포르쉐 911의 플로어식 자동변속기 레버

자동변속기(自動變速機)의 정식 명칭은 오토매틱 트랜스미션(Automatic Transmission, A/T)으로, 흔히, 오토(AUTO)라 부른다.
자동차에 적용되고 있는 변속기로, 속도나 엔진 회전 수에 따라 변속비율이 기계 장치에 의해 임의로 바뀌는 변속기다.
TCU(Transmission Control Unit:변속 전자제어 장치)의 제어에 따른 유압-유체식으로 작동된다.
1997년에 운전면허 시험 제도 개편으로 도로주행 시험 도입 당시, 비장애인의 2종 보통 자동변속기 한정면허 취득이 허용되면서 대한민국에서는 트럭이나 스포츠카, 대형 차량을 제외하면 자동변속기가 현재까지 단골로 적용되고 있다. 
국내 업체인 현대자동차그룹 계열은 대부분의 승용차량에 현대트랜시스가 자체적으로 개발한 자동변속기를 탑재하고, ZF를 비롯한 앨리슨, 게트락, 아이신 등 외국계 업체의 자동변속기는 주로 승용 및 상용차량에 이용한다. 
외국계 업체인 르노코리아의 경우, 일본이나 독일 등지에서 대부분 자동변속기(주로 CVT나 DCT)를 전량 수입해 오기 때문에, 자동변속기에 대한 해외 의존도가 상대적으로 높은 편이다.
현재 전 세계에서 가장 높은 단수의 변속기는 상용 차량이 12단, 승용 차량은 10단이다.
일반적인 플로어체인지식 외에 버튼식, 컬럼식, 다이얼식 등 여러 가지 배치 방식이 있다. 
그 중 컬럼식은 위아래로 레버를 조작하는 방식하고, 현대자동차그룹 및 폭스바겐(주로 iD 시리즈 등의 EV)같이 시프트 레버 끄트머리의 로터리 스위치를 돌려서 조작하는 방식이 있다. 
컬럼식의 경우 주로 미국차에서 많이 볼 수 있으며, 본래는 긴 레버로 빼놓은 형태였지만 메르세데스-벤츠가 2005년에 출시한 8세대 S클래스와 2세대 M클래스에서 선보인 짧은 바 타입의 전자식 컬럼 시프트로 점차 변하고 있다.

## 자동변속기의 기본조작
자동변속기의 변속 레버에는 조작 위치가 있으며, 자동차의 주행 상태에 따라서 조작 위치를 변경할 필요가 있는데, 그 조작 위치를 레인지라고 부른다.
현재 자동변속기 차량 중에서는 버튼 누름 방식으로 되어있는 자동변속기를 갖춘 차량도 있다. 
다만 버튼식의 경우 D와 R을 오고갈 때 중간에 중립(N)을 누르지 않으면 레인지 전환이 되지 않는 경우가 있다.
| - 수동변속기처럼 계기판을 보면서 일일이 변속을 해야하는 번거로움이 없다. - 변속레버가 D(주행)레인지에만 있으면 스로틀(가속) 페달을 밟지 않아도 킥다운(변속레버를 D, S(2), L(1) 또는 R 위치에 놓으면 가속 페달을 밟지 않아도 차가 앞뒤로 움직이는 현상)에 의해 운전 조작이 가능하다. - 초기 구동력이 크고, 가속 및 감속 때의 충격이 적다. - 클러치 조작이 필요없으므로 운전 조작이 미숙한 초보운전자에게도 아주 편리하다. - 수동식 차량하고는 달리 잘못 변속을 하여 엔진에 과부하가 걸리거나, 시동을 꺼트리는 일이 없다. - 수동식 기어에 비해 변속 충격이 덜하다. - 엔진 소음이 낮기 때문에 승차감이 수동식 차량보다 안정적일 뿐만 아니라, 출발도 부드럽다. - 가속 및 감속 때의 충격이 적다. 그 때문에 정숙성하고 주행안정성이 중요시되는 외국계 승용차의 경우 자동변속기가 기본 옵션으로 적용된다. | - 수동식 차량보다 부품이 더 많이 들어가기 때문에 구조가 훨씬 더 복잡하고 가격도 비싸며, 유지 및 보수도 어렵다(보통 동급 모델의 수동변속기 차량보다 100~200만원 정도 비싼 편). - 한 번 고장이 발생하면 수동식보다 수리 기간이 길어지고, 수리 비용도 많이 든다. - 수동식에 비해 무게가 50~100kg 정도 더 나간다. - 자동변속기용 오일을 따로 사용해야 한다. 특히 자트코의 JF405E 4단 자동변속기같이 정해진 오일 규격을 까다롭게 맞춰야 하는 유닛이 있어서, 정비 및 오일 교환 때마다 오일 규격을 반드시 확인해야 한다. - 돌발 상황 시의 대처가 수동식에 비해 어려우며 불안정하다. - 노면이 미끄럽거나 급경사 비탈길에서 엔진 브레이크 사용이 어려우며, 급발진의 위험이 존재한다. - 수동식에 비해 직진 가속력이 좋지 않으므로, 운전의 재미가 떨어진다. - 일정 속도하고 RPM 영역대에서 기어를 수동으로 조작하는 수동식 차량하고는 달리, 기계 장치에 의해 임의로 변속이 되기 때문에, 운전자가 기어를 임의로 가속력을 조작할 수 없다. - 배터리가 방전됐을 때 밀어서 시동을 걸 수가 없다(수동식 기어하고 구조 자체가 다르기 때문). 따라서 항상 점프 케이블(방전된 배터리에 다른 차량을 통해 임시로 시동을 걸 수 있는 전선)을 갖추고 다녀야 한다. - 연비가 수동식에 견주어 10% 정도 낮은 편이다. |

## 레인지의 주요기능
- P(Parking) :  주로 승용차에 있다. 주차할 때 사용하며, 시동을 거는 것이 가능하다. 변속기의 잠금장치가 작동됨으로써 변속 레버가 본 위치에 있으면 시동이 걸려 있어도 차가 움직이지 않는다(언덕길에서는 P에 놓더라도 주차브레이크를 채우는 것이 안전).
- R(Reverse) : 후진할 때 사용.
- N(Neutral) : 보통 중립이라고 하며, 정차할 때 사용한다. 중립에서는 동력이 전달되지 않기 때문에 타이어로부터의 힘도 엔진이나 변속기에 전해지지 않는다. 중립에서도 시동을 거는 것이 가능하지만, 변속기의 잠금장치가 풀려 있는 상태라서 차량의 급발진 위험이 있기 때문에 시동시 브레이크를 밟고 있거나, P레인지에서 시동을 거는 것이 안전하다. 단, 트럭이나 버스같은 대형 차량에는 P레인지가 없으므로 중립에서 시동을 거는 것이 가능하지만, 주차시에 주차브레이크를 채우는 것이 안전하다.
- D(Drive) : 주행 시 사용하며, 1단에서 최대 단수까지 주행 속도에 따라 자동으로 변속된다.
- 3(Third, 3단) : 1단에서 3단까지 자동으로 변속되며, 해당 레인지가 없는 차량도 있다(일반 승용차에는 없는 경우가 더 많음). 주로 고속도로 주행, 눈길이나 폭우 시, 또는 다른 차량을 견인 시에 사용한다.
- 2 & S(Second·2단) : 1단에서 2단 사이에서 변속되며, 대부분의 차량에 장착되어 있다. 미끄러운 도로, 경사로를 올라갈 때 내려가서 엔진 브레이크를 사용할 때, 1단에서 2단 사이에서 변속된다. 2단에서 내리막길을 주행하거나 가속페달을 서서히 떼면 3단으로 변속된다.
- 1 & L(Low·저단) : 1단 기어로 고정되며, 경사가 급한 비탈길을 오르거나, 고갯길, 눈길, 빙판길, 비포장도로 주행시 용이하다. 내리막길을 내려가면서 엔진 브레이크를 사용하고자 할 때 사용한다. 1단에서 내리막 주행을 하거나 가속페달을 떼면 2단으로 변속된다.

| 최근에 생산되고 있는 듀얼 클러치 방식(DCT)을 갖춘 자동변속기 차량의 경우, 자동 및 수동 겸용 듀얼 클러치 변속기를 사용하는 경우가 많다. 3 레인지, 2 (또는 S) 레인지, 1 (또는 L) 레인지가 아닌 + 레인지, - 레인지로 되어 있는 것이 특징이다. 일본 아이신과 독일 ZF, 게트락에서 제작한 자동 및 수동 겸용 듀얼 클러치 변속기에서 수동 모드는 스포츠 모드이다. - P - R - N - D | 변속 레인지가 아래와 같은 자동변속기 차량 중에서 4단 자동변속기인 경우, 간혹 오버드라이브 스위치가 있다. 3단 자동변속기인 경우에는 없으며, 오버드라이브 스위치를 OFF 상태로 할 경우, D레인지부터 1단~3단까지 변속된다. 또한, 오버드라이브 스위치를 ON 상태로 할 경우, 4단 자동변속기 기준으로 1단에서 4단까지 변속된다. - P - R - N - D - 2(또는 S) - 1(또는 L) |

### 대형 차량 자동변속기
대부분 ZF나 앨리슨에서 개발하나, 레인지 배열이 약간 다른 경우가 있다(좌-우 · 우-좌 순).
버튼 누름 방식으로 되어있으나, 오버드라이브 스위치하고 P레인지는 없다.
| - R - N - D - 3 - 2 - 1 | - R - N - 5 - 4 - 3 - 2 |

### 전자식 변속기
버튼을 누르거나 레버를 밀고 당기면 전기적 신호를 감지하고 변속기에 유압으로 전달한다.
운전자가 변속 실수를 하더라도 별도의 제어기가 변속기의 움직임을 제어하며, 레버, 버튼, 다이얼 등 다양한 방식이 있다.
현대자동차, 기아자동차 등 자동차 브랜드는 자사의 브랜드 특징을 알리기 위해 여러가지의 SBW 방식을 도입하고 있다.

## 같이 보기
- 수동변속기